# Марк Спурий
Марк Спурий (на латински: Marcus Spurius) е римски политик на късната Римска република. Той е в групата на заговорниците за и убийците на Цезар на Идите през март 44 пр.н.е.